# Cinnyris talatala
Cinnyris talatala là một loài chim trong họ Nectariniidae.